# Valle del Elba en Dresde
El Valle del Elba en Dresde (en alemán Dresdner Elbtal) es un paisaje que fue creado entre los siglos XVIII y XIX en la ciudad de Dresde, estado federal de Sajonia, Alemania. Fue declarado como Patrimonio de la Humanidad por la Unesco en el año 2004 e inscrito en el año 2006 en la lista del Patrimonio de la Humanidad en peligro, debido al proyecto de construcción del puente del Waldschlößchen. Finalmente, en el año 2009 perdió la distinción de Patrimonio de la Humanidad debido a que no se paralizaron las obras de construcción de dicho puente. Es la segunda vez en la historia que la Unesco retira un sitio de esta lista (el otro es el santuario del Oryx árabe en Omán).
Se extiende por unos 20 km, desde el Palacio de Übigau, al noreste, hasta la Residencia de Pillnitz y la isla del río Elba, al sureste. Se localiza en el centro de la línea del horizonte de la ciudad antigua de Dresde, abarcando un área protegida de 1930 ha y un área de respeto de 1240 ha.

## Galería de imágenes

Valle del Elba en Dresde
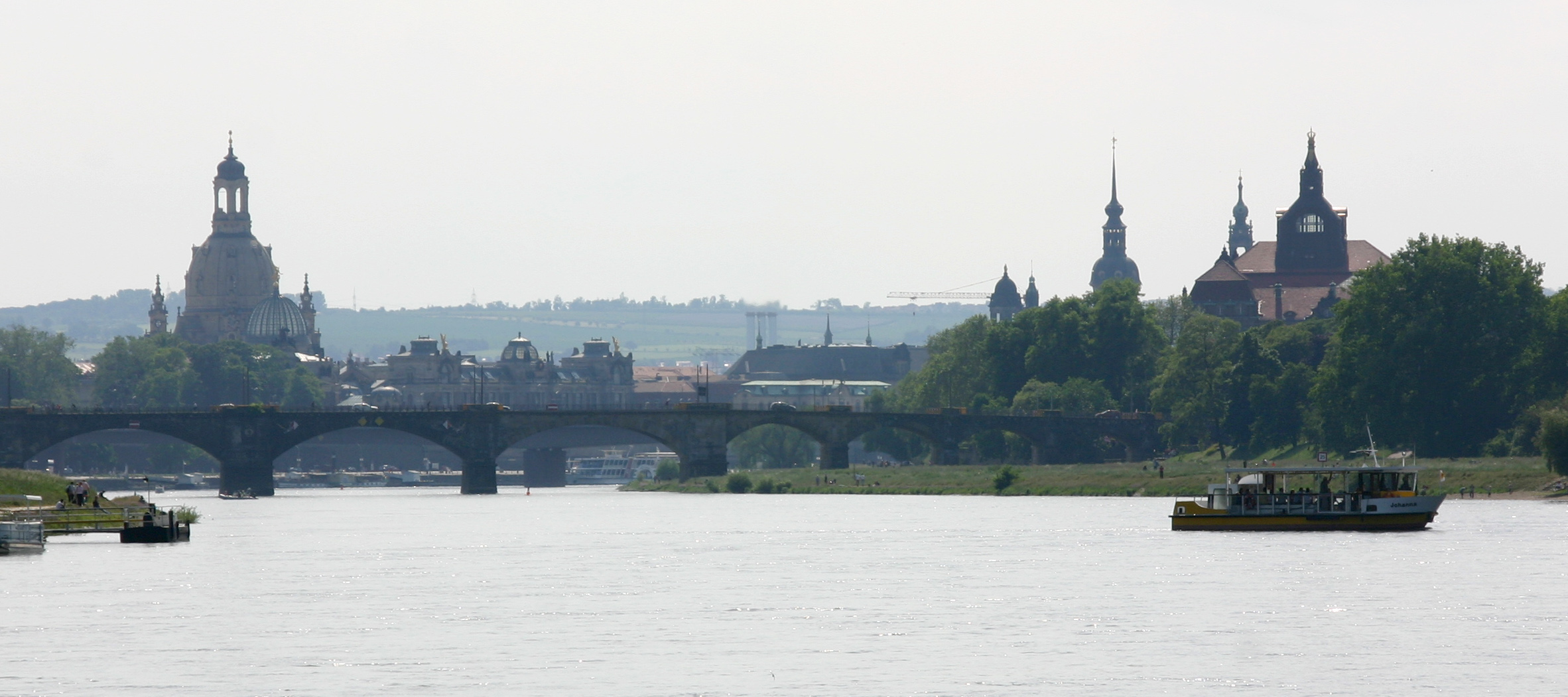
Panorama
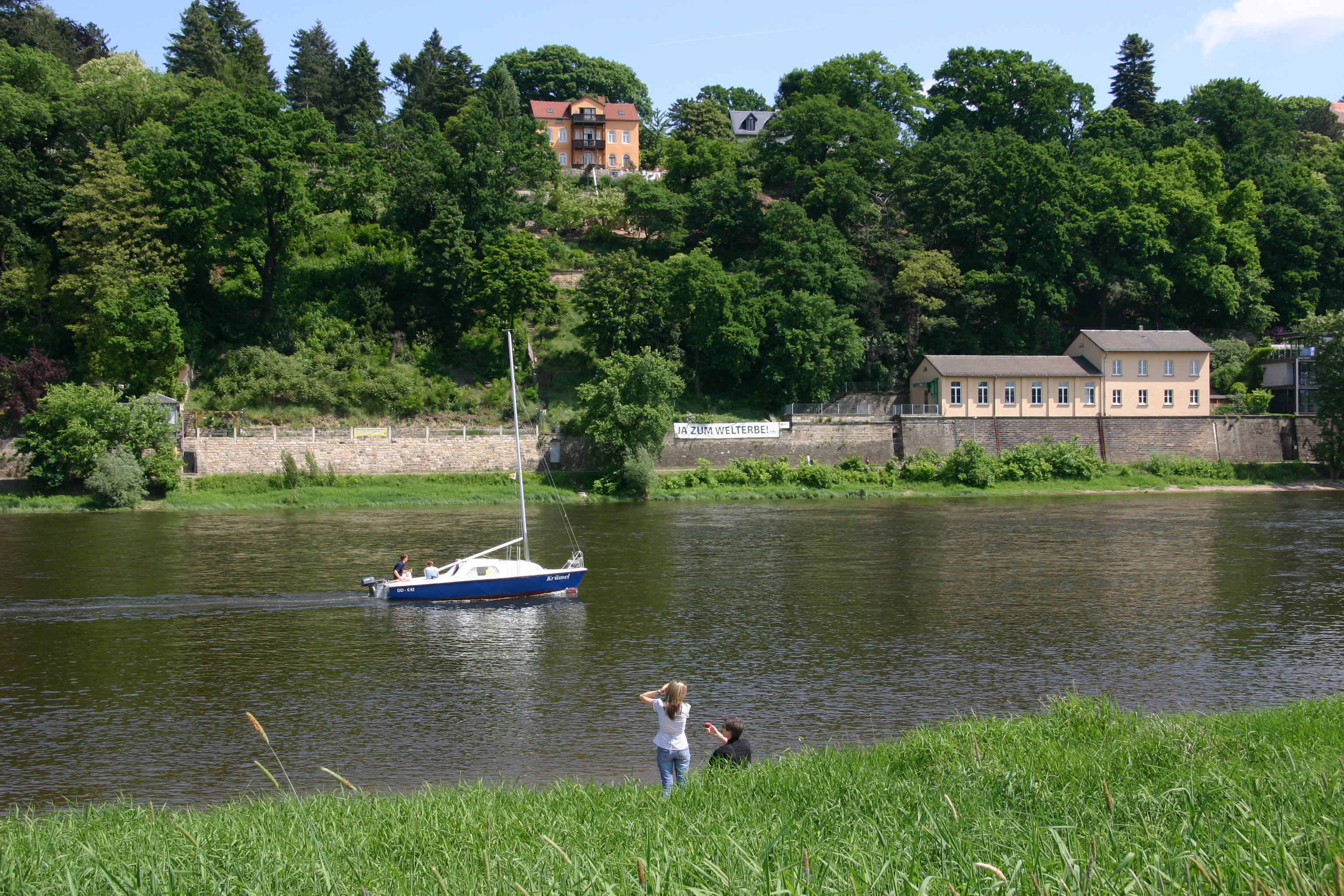
Sí al Patrimonio Mundial
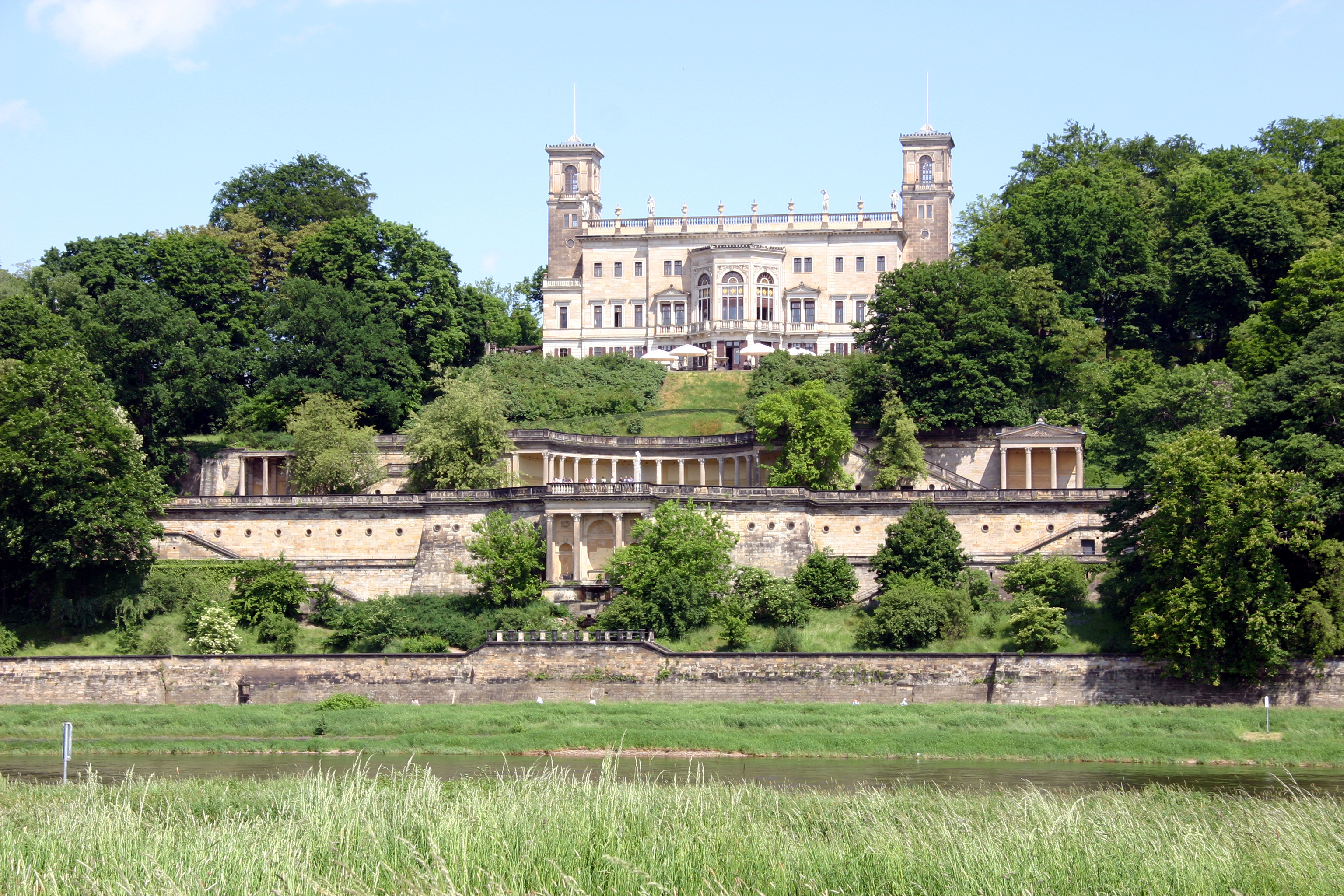
Castillo di Albrechtsberg
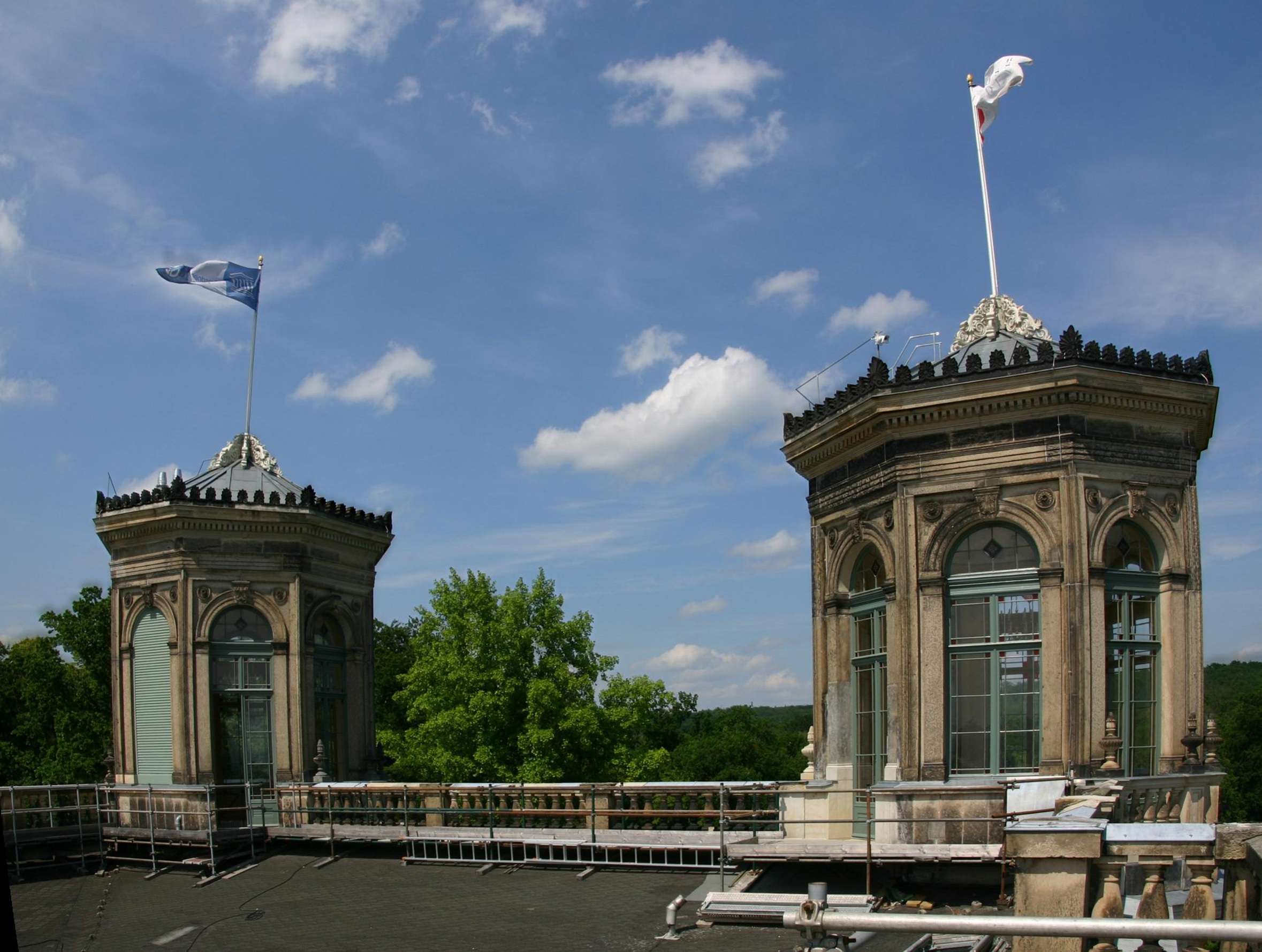
Castillo di Lingner
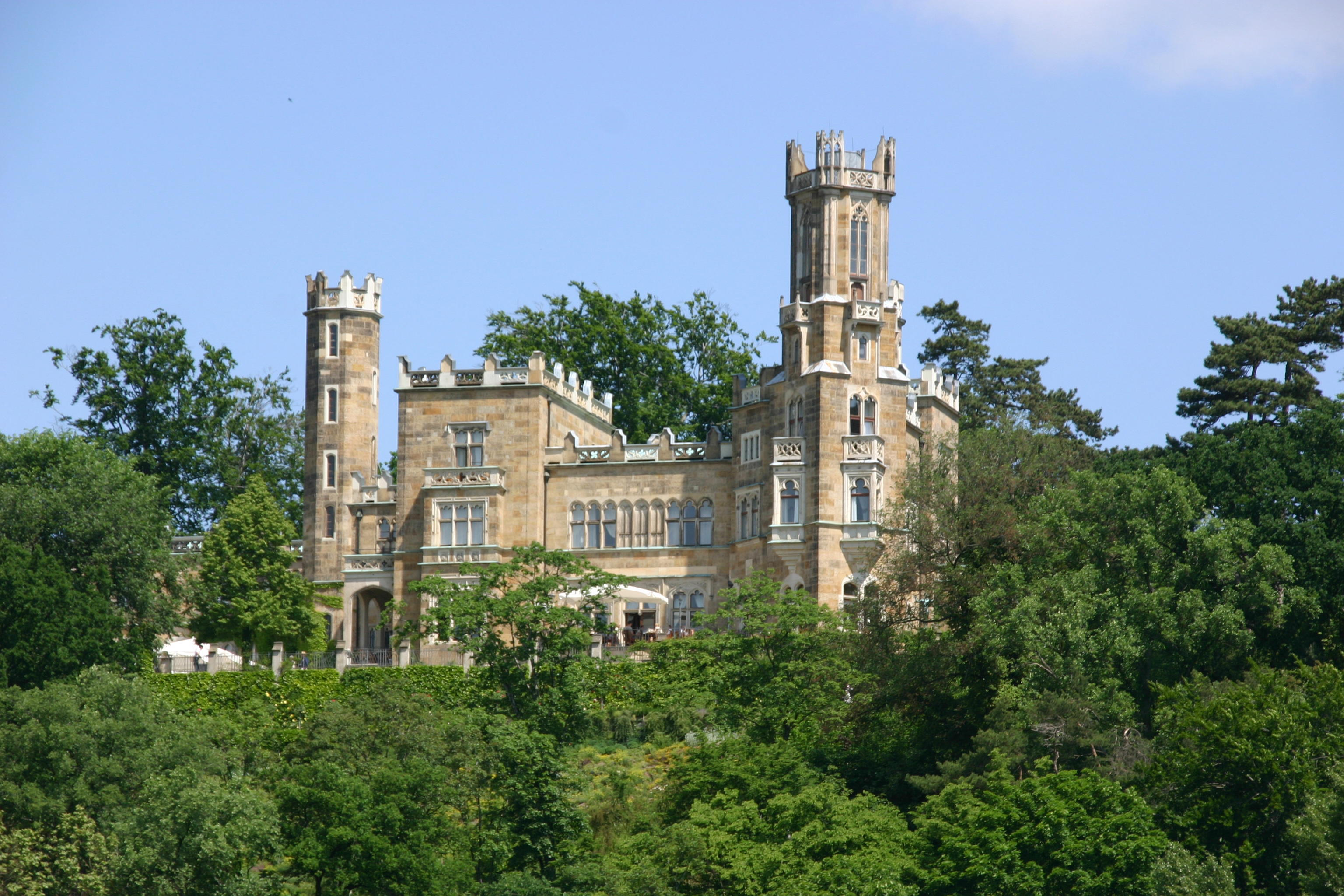
Castillo di Eckberg
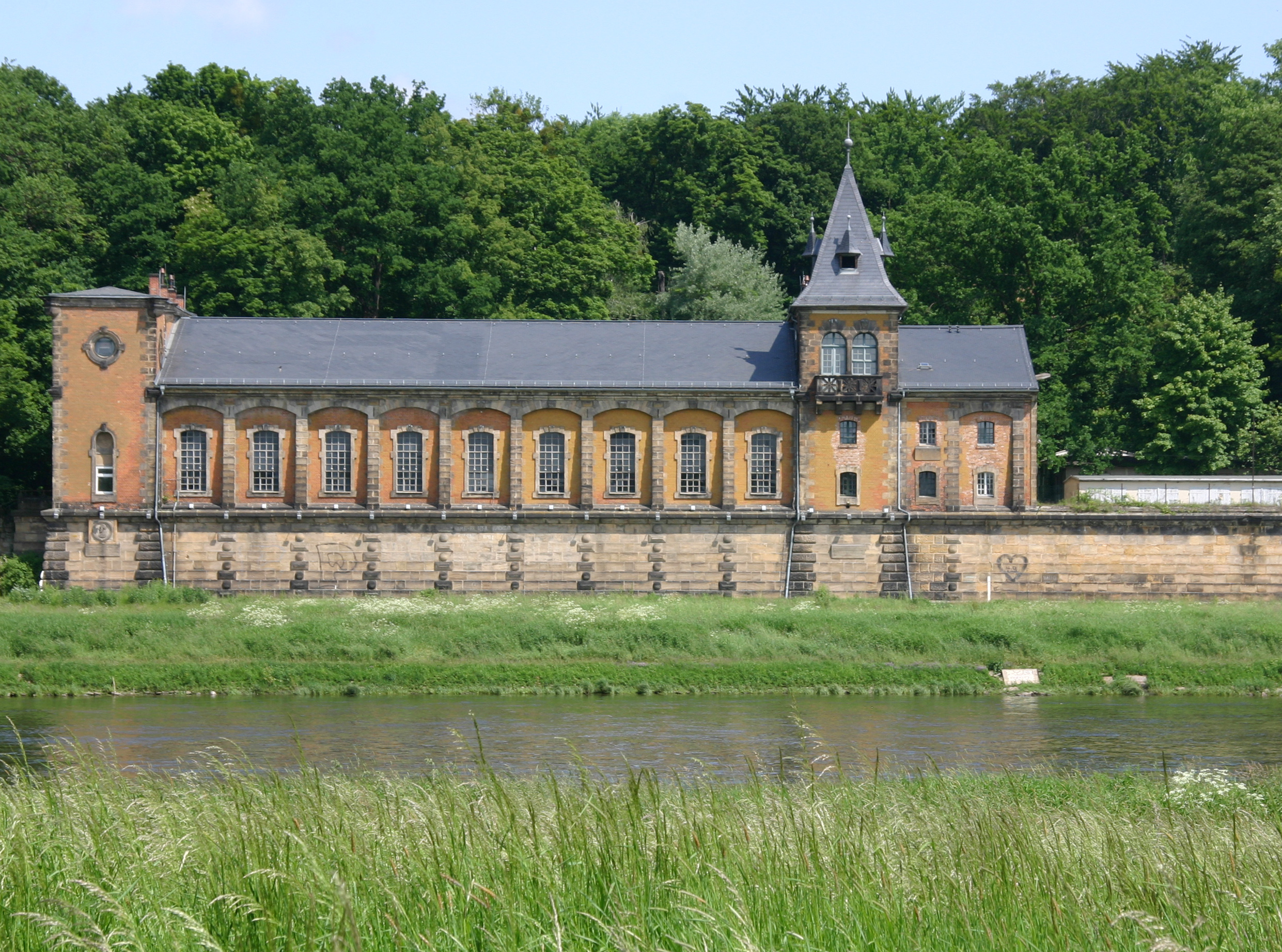
Saloppe
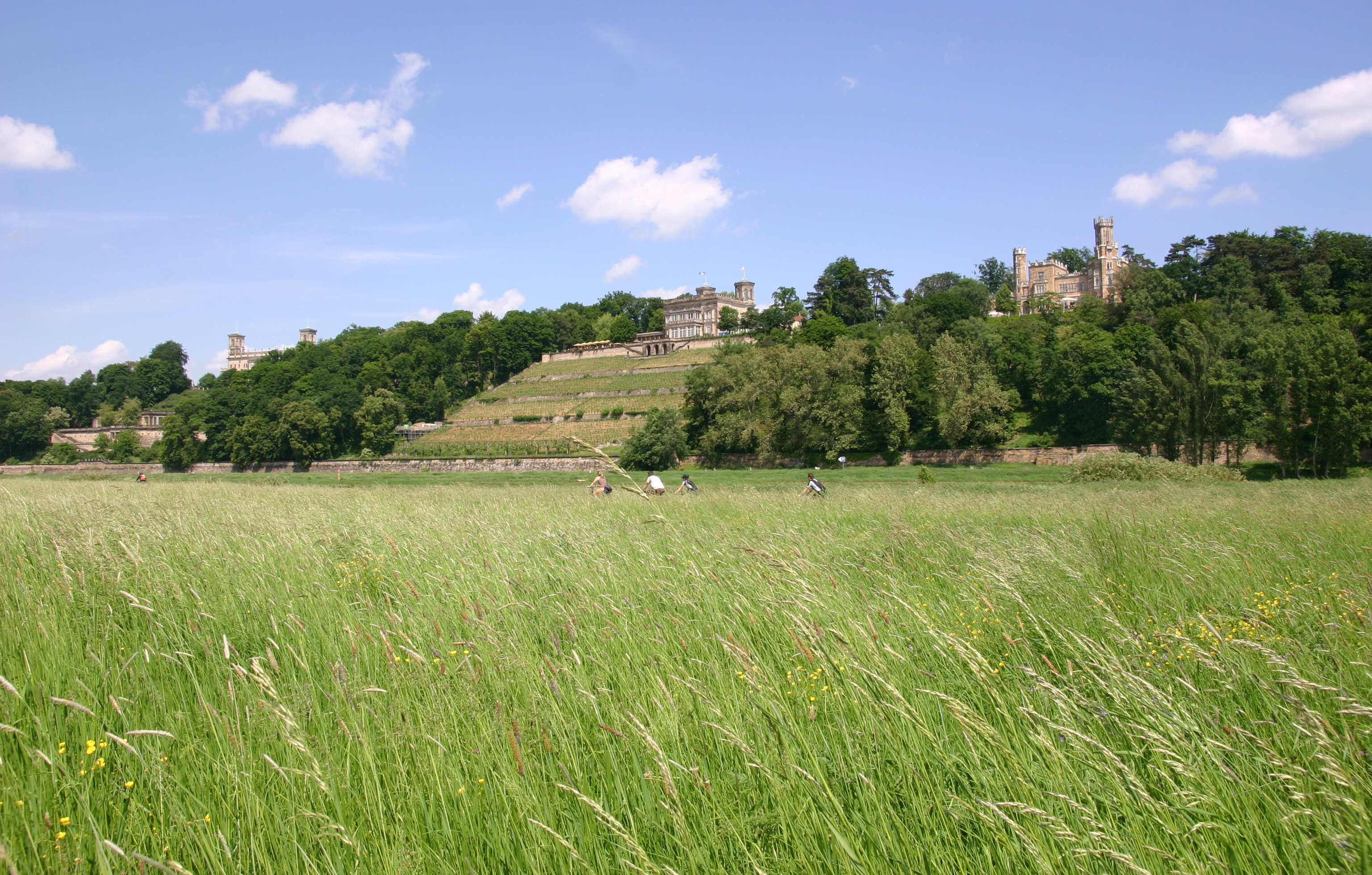
Tres castillos
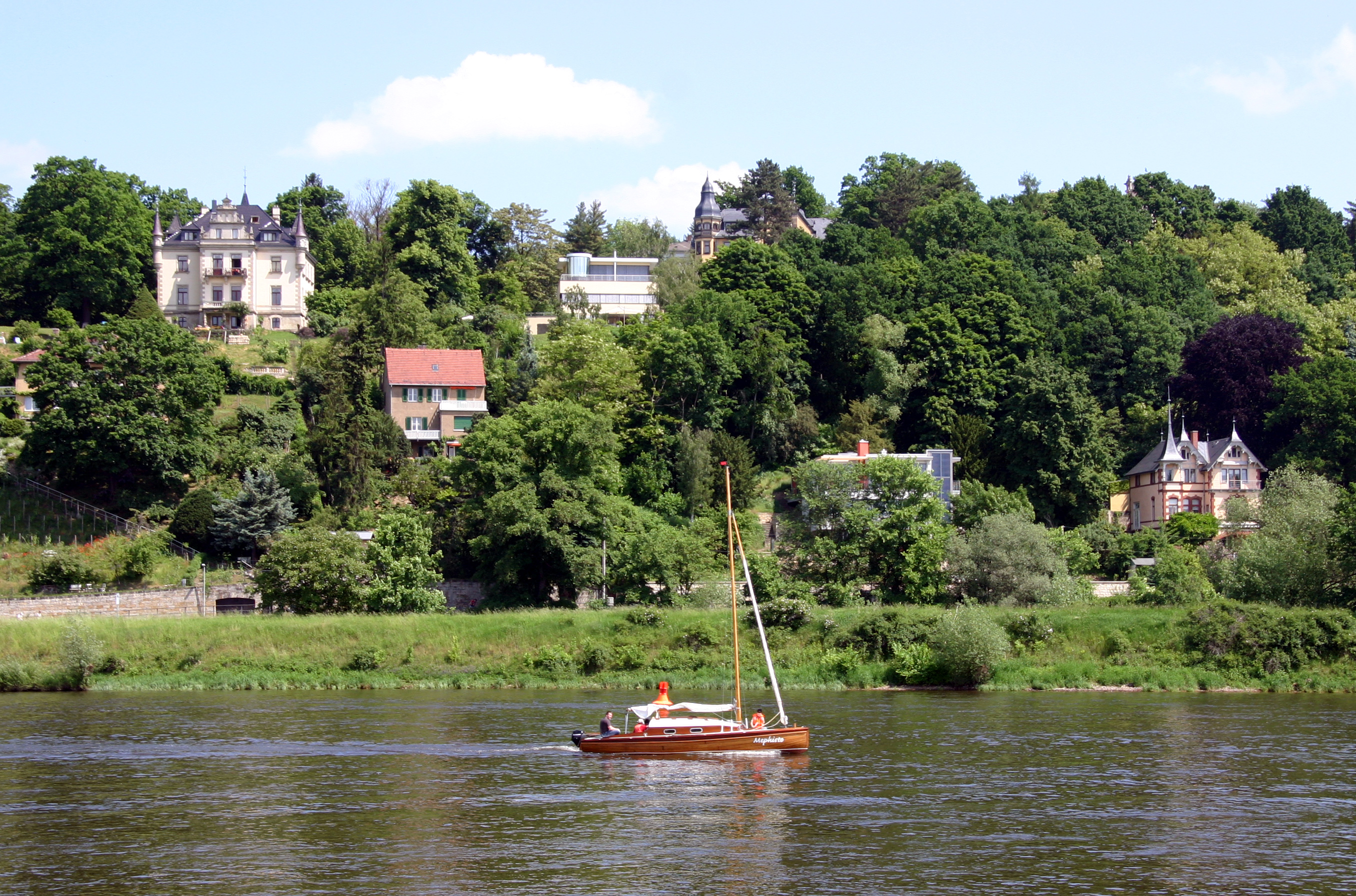
Villas en la ladera del Elba